# Cecil (Wisconsin)
Cecil és una població dels Estats Units a l'estat de Wisconsin. Segons el cens del 2000 tenia 466 habitants.

## Demografia
Segons el cens del 2000, Cecil tenia 466 habitants, 199 habitatges, i 148 famílies. La densitat de població era de 131,3 habitants per km².
Dels 199 habitatges en un 24,6% hi vivien nens de menys de 18 anys, en un 62,8% hi vivien parelles casades, en un 8,5% dones solteres, i en un 25,6% no eren unitats familiars. En el 22,6% dels habitatges hi vivien persones soles el 6,5% de les quals corresponia a persones de 65 anys o més que vivien soles. El nombre mitjà de persones vivint en cada habitatge era de 2,34 i el nombre mitjà de persones que vivien en cada família era de 2,7.
Per edats la població es repartia de la següent manera: un 19,7% tenia menys de 18 anys, un 9,4% entre 18 i 24, un 24,5% entre 25 i 44, un 24,2% de 45 a 60 i un 22,1% 65 anys o més.
L'edat mediana era de 43 anys. Per cada 100 dones de 18 o més anys hi havia 98,9 homes.
La renda mediana per habitatge era de 38.958 $ i la renda mediana per família de 39.792 $. Els homes tenien una renda mediana de 37.188 $ mentre que les dones 23.750 $. La renda per capita de la població era de 18.918 $. Aproximadament el 3,8% de les famílies i el 5,7% de la població estaven per davall del llindar de pobresa.

## Poblacions més properes
El següent diagrama mostra les poblacions més properes.